# رينو دوفين
رينولت دوفين (بالإنجليزية: Renault Dauphine)‏هي سيارة سوبيرميني تم إنتاجها من قبل شركة مجموعة رينو .